# فوتبال فوق ستاره بین‌المللی ۳
فوتبال فوق ستاره بین‌المللی ۳ (انگلیسی: International Superstar Soccer 3) یک بازی ویدئویی فوتبال است که در سال ۲۰۰۳ توسط کونامی برای کنسول های پلی‌استیشن ۲، گیم‌کیوب و مایکروسافت ویندوز منتشر شده است.